# Blancmange

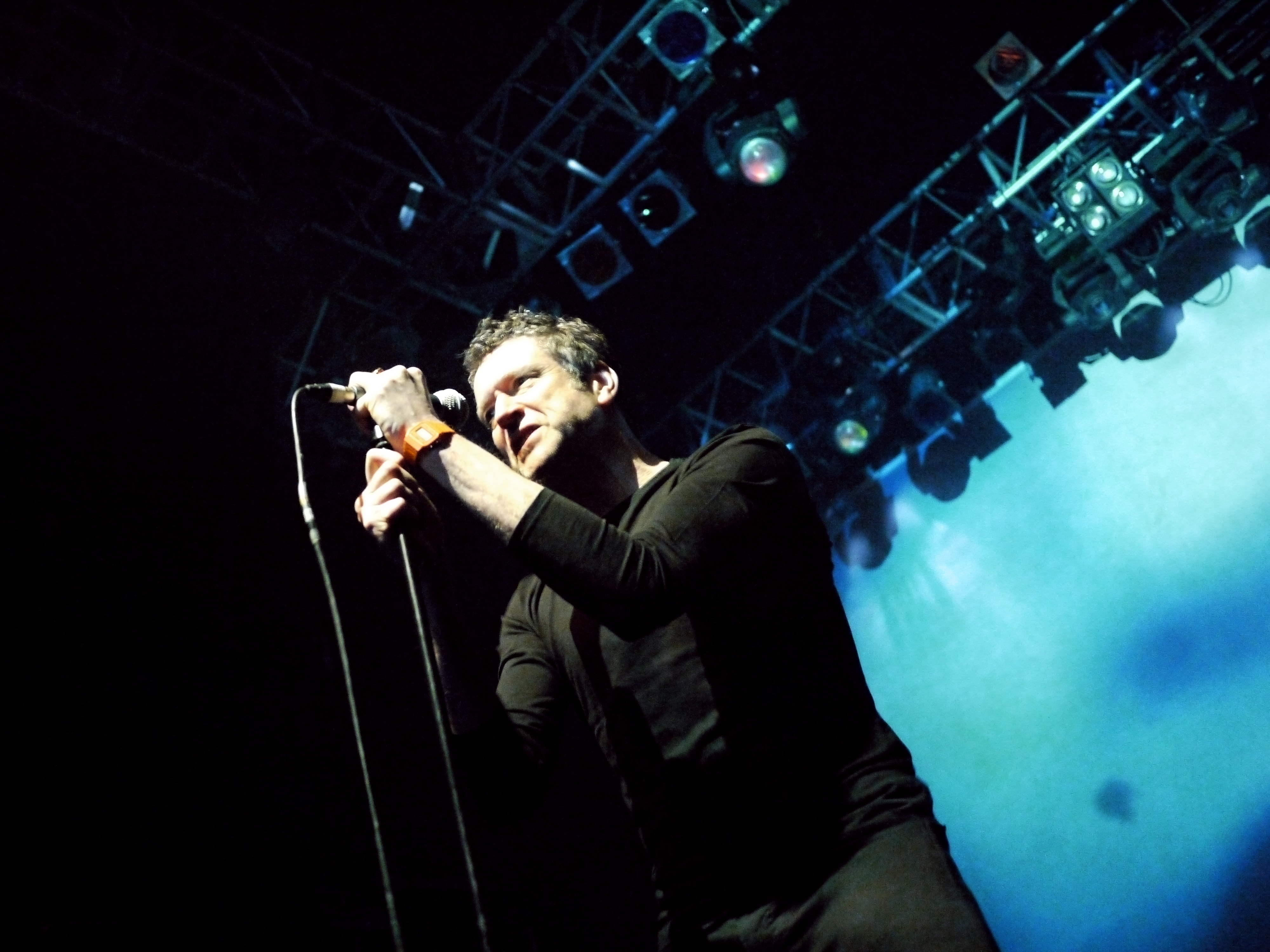
Blancmange (2011)

Blancmange ist ein britisches Popduo, bestehend aus dem Sänger Neil Arthur (* 15. Juni 1958 in Darwen) und dem Keyboarder Stephen Luscombe (* 29. Oktober 1954 in Hillingdon). Sie waren in den 1980er Jahren und sind seit 2010 erneut aktiv.

## Bandgeschichte
Gegründet 1979 in Leeds und benannt nach einer Süßspeise, veröffentlichten die beiden Kunststudenten zunächst in Eigenregie die EP Irene & Mavis. Mit dem Instrumentalstück Sad Day folgte 1980 ein Beitrag auf der Kompilation Some Bizzare Album – auf dem auch andere damalige Newcomer-Bands der New-Wave-Szene wie Depeche Mode oder Soft Cell vertreten waren –, der schließlich zu einem Plattenvertrag bei London Records führte.
Die erste Single God’s Kitchen / I’ve Seen the Word und das Debütalbum Happy Families erschienen 1982. Mit zwei weiteren Alben und Singlehits wie Feel Me, Living on the Ceiling, Blind Vision, Waves, Don’t Tell Me oder dem ABBA-Cover The Day Before You Came hatte die Band diverse Charterfolge, bevor sie sich 1986 auflöste.
Kennzeichnend für Blancmange war – neben der Stimme Neil Arthurs – der vom Synthesizer geprägte Sound in Verbindung mit einer deutlich hörbaren Affinität zur indischen Musik. Sowohl auf den Alben als auch bei Live-Auftritten wirkten indische Musiker mit und orientalische Rhythmen, Perkussions- und Sitarklänge wurden in den Synthie-Sound eingewebt. Bei Konzerten trugen Arthur und Luscombe häufig ein Bindi (Tika) auf der Stirn.
Nach der Trennung veröffentlichte Stephen Luscombe ein Album mit dem indischen Musiker Pandit Dinesh unter dem Bandnamen „West India Company“. Sänger Neil Arthur veröffentlichte 1994 sein Soloalbum Suitcase. Er arbeitete danach als Fernseh- und Filmkomponist, unter anderem für die BBC.
2011 fand das Duo wieder zusammen und veröffentlichte seitdem mehrere Alben. Zur Veröffentlichung eines neuen Albums im Mai 2018 verkündete das Duo, dass Neil Arthur die Band alleine weiterführen wird.

## Diskografie

### Studioalben
| Jahr | Titel Musiklabel Katalog-Nr.  | Höchstplatzierung, Gesamtwochen, AuszeichnungChartplatzierungen (Jahr, Titel, Musiklabel Katalog-Nr., Platzierungen, Wochen, Auszeichnungen, Anmerkungen) | Höchstplatzierung, Gesamtwochen, AuszeichnungChartplatzierungen (Jahr, Titel, Musiklabel Katalog-Nr., Platzierungen, Wochen, Auszeichnungen, Anmerkungen) | Höchstplatzierung, Gesamtwochen, AuszeichnungChartplatzierungen (Jahr, Titel, Musiklabel Katalog-Nr., Platzierungen, Wochen, Auszeichnungen, Anmerkungen) | Anmerkungen |
| Jahr | Titel Musiklabel Katalog-Nr.  | DE | CH | UK | Anmerkungen |
| ---- | ----------------------------- | --- | --- | --- | --- |
| 1982 | Happy Families London 8552    | — | — | UK30 Gold · (38 Wo.)UK | Erstveröffentlichung: 24. September 1982 Produzent: Mike Howlett                                                 |
| 1984 | Mange Tout London 8554        | DE28 (18 Wo.)DE | — | UK8 Gold · (17 Wo.)UK | Erstveröffentlichung: 14. Mai 1984 Produzenten: John Luongo, Peter Collins, Blancmange, John Owen Williams       |
| 1985 | Believe You Me London 820 301 | — | — | UK54 (2 Wo.)UK | Erstveröffentlichung: 14. Oktober 1985 Produzenten: Stewart Levine, Stephen Luscombe, John Williams, Neil Arthur |

grau schraffiert: keine Chartdaten aus diesem Jahr verfügbar
Weitere Studioalben
- 2011: Blanc Burn (Proper 075 (CD) / Blanc Check Records BCR001 (Vinyl))
- 2014: Happy Families Too … (Blanc Check Records BCR002)
- 2015: Nil by Mouth (Blanc Check Records BCR003)
- 2015: Semi Detached (Cherry Red 650)
- 2016: Commuter 23 (Blanc Check Records BCR004)
- 2017: Unfurnished Rooms (2017) (Blanc Check Records BCR010)
- 2018: Wanderlust (Blanc Check Records BCR012)
- 2019: Nil by Mouth II (Blanc Check Records BCR019)
- 2020: Waiting Room (Volume 1) (Blanc Check Records BCR022)
- 2020: Mindset (Blanc Check Records BCR020)
- 2020: Expanded Mindset (Blanc Check Records BCR026)
- 2021: Nil by Mouth III (Blanc Check Records BCR027)
- 2021: Commercial Break (Blanc Check Records BCR028)
- 2022: Nil by Mouth IV/V (Blanc Check Records BCR030)
- 2022: Private View (Blanc Check Records (lizenziert an London Records))

#### Kompilationen
- 1990: Second Helpings: The Best of Blancmange (London 828 043)
- 1992: Blancmange Collection: Heaven Knows (London 828 043)
- 1994: The Third Course (London 550 194)
- 1996: Best of Blancmange >(Connoisseur Collection 226)
- 2006: Platinum Collection (Rhino 5101)
- 2012: The Very Best of Blancmange (2 CDs; Music Club Deluxe / Rhino 539)
- 2017: The Blanc Tapes (Box mit 9 CDs; Edel Box 01)

### EPs
- 1980: Irene & Mavis (limitiert auf 1000 Exemplare; Lyntone 7978)
- 2011: 21st Century Blanc Remixes Part 1 … To Be Continued (Proper 006)
- 2013: Irene & Mavis (Reissue; limitiert auf 999 Exemplare; Minimal Wave 050)
- 2016: Red Shift EP (Blanc Check 007)

### Singles
| Jahr | Titel Album                          | Höchstplatzierung, Gesamtwochen, AuszeichnungChartplatzierungen (Jahr, Titel, Album, Platzierungen, Wochen, Auszeichnungen, Anmerkungen) | Höchstplatzierung, Gesamtwochen, AuszeichnungChartplatzierungen (Jahr, Titel, Album, Platzierungen, Wochen, Auszeichnungen, Anmerkungen) | Höchstplatzierung, Gesamtwochen, AuszeichnungChartplatzierungen (Jahr, Titel, Album, Platzierungen, Wochen, Auszeichnungen, Anmerkungen) | Höchstplatzierung, Gesamtwochen, AuszeichnungChartplatzierungen (Jahr, Titel, Album, Platzierungen, Wochen, Auszeichnungen, Anmerkungen) | Anmerkungen | [↑]: gemeinsam behandelt mit vorhergehendem Eintrag; [←]: in beiden Charts platziert |
| Jahr | Titel Album                          | DE | CH | UK | Dance | Anmerkungen |                                                                                      |
| ---- | ------------------------------------ | --- | --- | --- | --- | --- | ------------------------------------------------------------------------------------ |
| 1982 | God’s Kitchen Happy Families         | — | — | UK65 (2 Wo.)UK | — | Erstveröffentlichung: 5. April 1982 Autoren: Neil Arthur, Stephen Luscombe                                                        |                                                                                      |
| 1982 | Feel Me Happy Families               | — | — | UK46 (5 Wo.)UK | Dance52 (9 Wo.)Dance | Erstveröffentlichung: 19. Juli 1982 Autoren: Neil Arthur, Stephen Luscombe                                                        |                                                                                      |
| 1982 | Living on the Ceiling Happy Families | — | — | UK7 Silber · (14 Wo.)UK[Dance: ↑] | Dance52 (9 Wo.)Dance | Erstveröffentlichung: 18. Oktober 1982 Autoren: Neil Arthur, Stephen Luscombe                                                     |                                                                                      |
| 1983 | Waves Happy Families                 | DE29 (12 Wo.)DE | — | UK19 (9 Wo.)UK | — | Erstveröffentlichung: 7. Februar 1983 Autoren: Neil Arthur, Stephen Luscombe                                                      |                                                                                      |
| 1983 | Blind Vision Mange Tout              | DE44 (11 Wo.)DE | — | UK10 (8 Wo.)UK | Dance3 (15 Wo.)Dance | Erstveröffentlichung: 25. April 1983 Autoren: Neil Arthur, Stephen Luscombe                                                       |                                                                                      |
| 1983 | That’s Love, That It Is Mange Tout   | — | — | UK33 (8 Wo.)UK | Dance56 (7 Wo.)Dance | Erstveröffentlichung: 14. November 1983 Autoren: Neil Arthur, Stephen Luscombe                                                    |                                                                                      |
| 1984 | Don’t Tell Me Mange Tout             | DE34 (13 Wo.)DE | CH27 (5 Wo.)CH | UK8 (10 Wo.)UK | Dance63 (3 Wo.)Dance | Erstveröffentlichung: 2. April 1984 Autoren: Neil Arthur, Stephen Luscombe                                                        |                                                                                      |
| 1984 | The Day Before You Came Mange Tout   | DE52 (5 Wo.)DE | — | UK22 (8 Wo.)UK | — | Erstveröffentlichung: 9. Juli 1984 Autoren: Benny Andersson, Björn Ulvaeus Original: ABBA, 1982                                   |                                                                                      |
| 1984 | Don’t Tell Me (Remix) –              | — | — | — | Dance44 (7 Wo.)Dance | Erstveröffentlichung: Oktober 1984                                                                                                |                                                                                      |
| 1984 | That’s Love, That It Is (Remix) –    | — | — | — | Dance16 (12 Wo.)Dance | Erstveröffentlichung: Dezember 1984 12inch-US-Maxi; Edit: Joseph Watt                                                             |                                                                                      |
| 1984 | Game Above My Head (Remix) –         | — | — | —[Dance: ↑] | Dance16 (12 Wo.)Dance | B-Seite von That’s Love, That It Is (Remix) 12inch-US-Maxi; Edit: Joseph Watt                                                     |                                                                                      |
| 1985 | What’s Your Problem? Believe You Me  | — | — | UK40 (5 Wo.)UK | — | Erstveröffentlichung: 25. August 1985 Autoren: Neil Arthur, Stephen Luscombe                                                      |                                                                                      |
| 1985 | Lose Your Love Believe You Me        | — | — | UK77 (2 Wo.)UK | Dance2 (14 Wo.)Dance | Erstveröffentlichung: 28. Oktober 1985 Autoren: Neil Arthur, Stephen Luscombe                                                     |                                                                                      |
| 1986 | I Can See It Believe You Me          | — | — | UK71 (3 Wo.)UK | — | Erstveröffentlichung: 21. Mai 1986 Titel auf dem Album: Why Don’t They Leave Things Alone? Autoren: Neil Arthur, Stephen Luscombe |                                                                                      |

Weitere Singles
- 2011: Drive Me
- 2015: I Want More
- 2015: Paddington
- 2015: Useless